# Ureteroskopie
Die Ureteroskopie oder Harnleiterspiegelung ist eine urologische Untersuchung des Harnleiters. Dabei wird ein Endoskop über die Harnblase in die Harnleiter eingeführt. Bei der antegraden Ureteroskopie (antegrade Ureterorenoskopie) wird das Endoskop dagegen über Bauchdecke und Nierenbecken in den Harnleiter geschoben.

## Technik
Für die Ureteroskopie stehen starre, halbstarre und flexible Endoskope zur Verfügung. Sie haben einen Durchmesser von 2,0 bis 4,0 mm und einen Lichtleiter mit Optik, einen Arbeitskanal und einen Spülkanal. Aus technischen Gründen haben sich besonders halbstarre Mini-Ureteroskope bewährt.

## Anwendungsbereich
Häufigste Anwendung ist die Entfernung von Harnsteinen oder Steintrümmern nach extrakorporaler Stoßwellenlithotripsie (ESWL). Außerdem findet die Ureteroskopie bei Harnleiterverengungen und zur Ausschlussdiagnostik bei einem Verdacht auf Harnleiter- und Nierenbeckentumoren Anwendung. Die Technik kann auch zur Harnleiterschienung eingesetzt werden.

## Voraussetzungen
Vor der Untersuchung werden mit Hilfe von Sonografie (Ultraschall) und Röntgen (Nativaufnahme, Ausscheidungsurographie) die anatomischen Bedingungen der Harnwege untersucht, um den Befund darzustellen. Außerdem sind die Erfassung der Parameter der Blutgerinnung (z. B. Quick-Wert und Partielle Thromboplastinzeit), ein kleines Blutbild sowie eine Urinuntersuchung einschließlich Urinkultur erforderlich.

## Kontraindikationen
Absolute Kontraindikationen sind Gerinnungsstörungen und Harnwegsinfekte. Eine relative Kontraindikation besteht in der Schwangerschaft. Technische Kontraindikationen können Harnleiterstenosen und Strikturen sein.

## Ablauf der Untersuchung
Je nach Problemstellung wird das Ureteroskop unter Sicht durch die Harnröhre und die Harnblase und von dort in den Harnleiter geschoben. Ist die Harnröhre nicht durchgängig (z. B. wegen einer vergrößerten Prostata), wird die Harnblase durch die Bauchdecke punktiert und so ein Zugang zu Harnblase und Harnleiter geschaffen. Am Ende der Untersuchung wird eine Harnleiterschiene (versenkter Stent zur Drainage) eingelegt, die, falls keine Komplikationen auftreten, nach 48 Stunden wieder entfernt werden kann. Die Untersuchung findet in der Regel unter Allgemein-Narkose oder Spinalanästhesie statt.

## Komplikationen
Mögliche Nebenwirkungen und Komplikationen mit entsprechender Häufigkeit:
- Perforation des Harnleiters (ca. 8–17 %)
- Fieber (ca. 5 %)
- Entwicklung einer therapiebedürftigen Stenose (ca. 1–5 %)
- Harnleiterabriss (ca. 0,5 %)